# Spratzbach

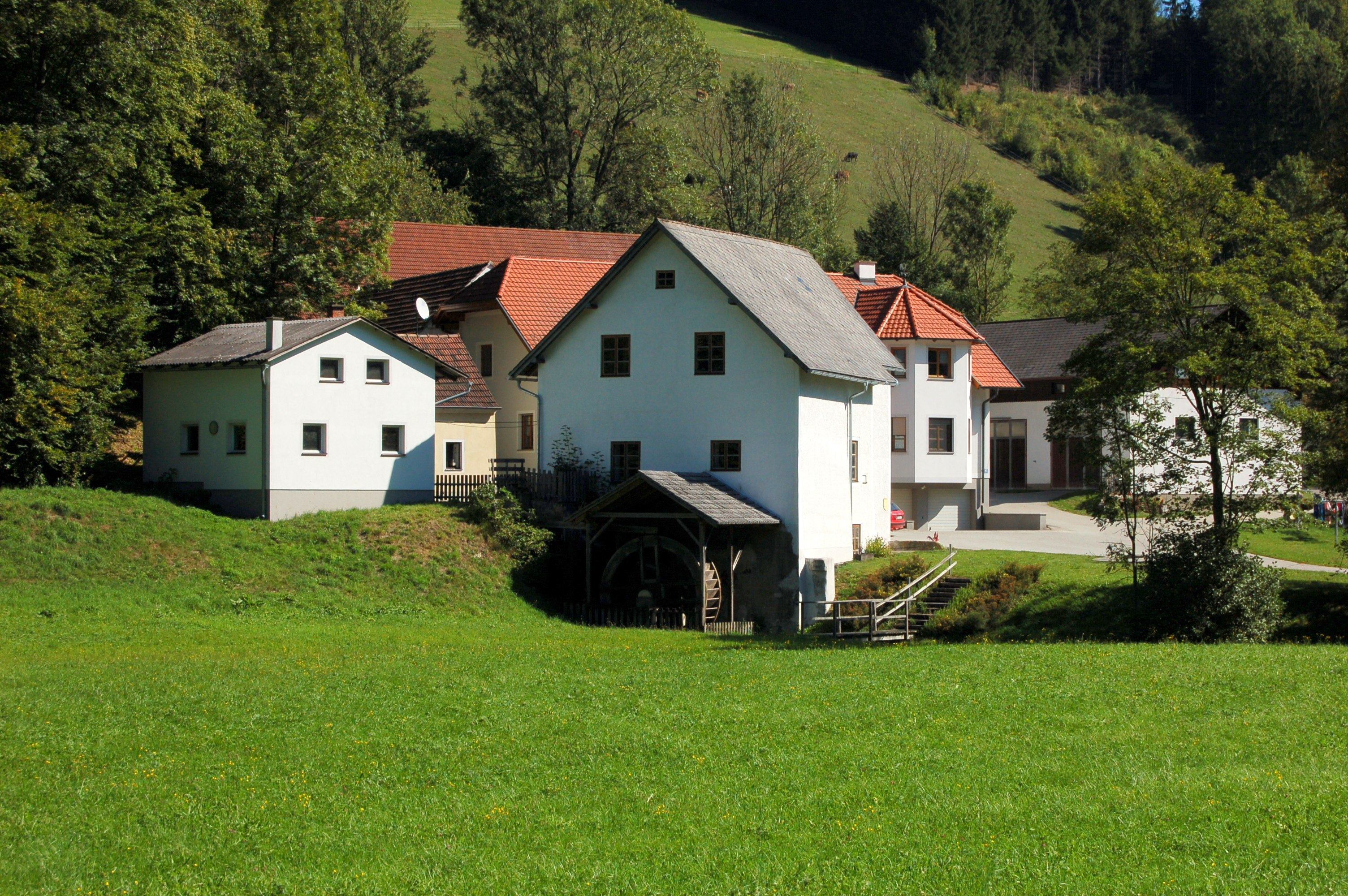
Spratzau

Spratzbach är ett vattendrag i Österrike.   Det ligger i förbundslandet Niederösterreich, i den östra delen av landet, 70 km söder om huvudstaden Wien.
I omgivningarna runt Spratzbach växer i huvudsak blandskog. Runt Spratzbach är det ganska tätbefolkat, med 54 invånare per kvadratkilometer.